# Ъпуелинг
Ъпуелинг е океанографски феномен, който представлява задвижвано от вятъра движение на плътна, по-хладна и обикновено богата на хранителни вещества вода от дълбоките води към океанската повърхност. Тази вода замества по-топлата и обикновено бедна на хранителни вещества повърхностна вода. Придошлата вода стимулира растежа и възпроизводството на първични производители като фитопланктон. Биомасата на фитопланктона и наличието на хладна вода позволяват зоните на ъпуелинг да бъдат идентифицирани чрез ниските температури на морската повърхност (SST) и високата концентрация на хлорофила.
Повишената наличност на хранителни вещества в районите на ъпуелинг води до високи нива на първично производство и рибно стопанство. Приблизително 25% от общия глобален улов на морска риба идва от пет зони на ъпуелинг, които заемат само 5% от общата океанска площ. Зоните на ъпуелинг, които се задвижват от крайбрежни течения или отклоняващ се открит океан, имат най-голямо въздействие върху обогатените с хранителни вещества води и глобалния улов на риба.
Ъпуелинг се наблюдава и по Българското Черноморие. При такъв случай на 23 юли 2023 година температурата на водата край Шабла пада от 26 градуса до 10 градуса по Целзий.